# Federico Gutiérrez
Federico Andrés Gutiérrez Zuluaga (født 28. november 1974) er en colombiansk politiker og civilingeniør, der var som borgmester i Medellín fra 2016 til 2019 og tidligere var medlem af byrådet i byen fra 2004 til 2011. Han er medlem af partiet Creemos Colombia og kandidat for valgkoalitionen Coalición Equipo por Colombia til det colombianske præsidentvalg i 2022.
Federico Gutiérrez blev født i Medellín i 1974 som barn af Hernán Gutiérrez Isaza og Amparo Zuluaga Gómez. Han blev gift med Margarita Gómez Marín i 2006 og har to børn.
Han studerede civilingeniør og seniorledelse ved Universidad de Medellín og statskundskab ved det Universidad Pontificia Bolivariana.